# Greifswalder FC
Der Greifswalder FC ist ein deutscher Fußballverein aus Greifswald in Mecklenburg-Vorpommern. Der Verein entstand 2015 aus der Fusion des Greifswalder SV 04 mit dem FC Pommern Greifswald. Die erste Mannschaft der Männer spielt seit 2022 in der Regionalliga Nordost. Die erste Mannschaft der Frauen spielt in der Verbandsliga. Zudem unterhält der Verein ein E-Sport-Team.

## Geschichte

### 1911–2015 Greifswalder Fußballgeschichte
Der Verein geht zurück auf den 1926 nach Fusion des SV Greif Greifswald mit dem VfB Greifswald gegründeten Greifswalder SC, der 1945 zwangsweise aufgelöst wurde. In der Folge entstanden die BSG Einheit Greifswald und die BSG KKW Greifswald, aus der 1990 der Greifswalder SC entstand. Dieser musste im Jahr 2002 Insolvenz anmelden und wurde 2003 nach Abschluss des Insolvenzverfahrens aufgelöst; in der Folge kam es 2004 zur Gründung des Greifswalder SV 04. Der Greifswalder FC entstand am 1. Juli 2015 durch Fusion des Greifswalder SV 04 mit dem FC Pommern Greifswald, nachdem bereits vor der Spielzeit 2014/15 Gespräche über eine Fusion der beiden Vereine geführt worden waren. Die Mannschaft des FC Pommern Greifswald wurde aus der Oberliga zurückgezogen, und der gesamte Verein wurde aufgelöst. Die Mitglieder traten dem Greifswalder SV 04 bei, der in Greifswalder FC umbenannt wurde.
|  |

### 2015–2022 Von der Verbandsliga in die Regionalliga
Trotz Startberechtigung in der Oberliga entschied sich der Verein dazu, den Platz des Greifswalder SV 04 in der Verbandsliga Mecklenburg-Vorpommern zu übernehmen. Nach zwei Vizemeisterschaften in Folge gelang dem Greifswalder FC in der Saison 2017/18 der Aufstieg in die Oberliga Nordost. Dort wurden die Greifswalder in der Saison 2018/19 auf Anhieb Dritter hinter den Berliner Vereinen SV Lichtenberg 47 und Tennis Borussia.
Da der Mecklenburg-Vorpommern-Pokal 2020/21 abgebrochen wurde, bestimmte der LFV, dass die im Ligensystem bestplatzierte Mannschaft Mecklenburg-Vorpommerns am DFB-Pokal 2021/22 teilnehmen sollte. Da Hansa Rostock bereits über die 3. Liga für den DFB-Pokal qualifiziert war, rückte der Greifswalder FC nach. In der 1. Runde scheiterte die Mannschaft am Bundesligisten FC Augsburg mit 2:4 im heimischen Volksstadion. In der Saison 2021/22, die erneut nach der Quotientenregel Punkte pro Spiel gewertet wurde, stieg der GFC als Erster der Oberliga-Staffel Nord in die Regionalliga Nordost auf. Im Finale des Landespokals unterlag man der TSG Neustrelitz.

### Ab 2022 Regionalliga
Im ersten Regionalliga-Jahr gelang den Boddenkickern der Klassenerhalt mit zehn Punkten vor dem ersten Absteiger. Im Landespokal scheiterten die Greifswalder im Halbfinale an Einheit Ueckermünde. In der Spielzeit 2023/24 gehörten die Rothosen zu den Spitzenteams und verloren bis zur Winterpause in 17 Partien kein einziges Mal. Die Lizenz für einen etwaigen Drittligaaufstieg war allerdings auf Grund der geringen Stadionkapazitäten fraglich und am Saisonende wurde der GFC Vize-Meister hinter Energie Cottbus. Zudem gelang erstmals der Gewinn des Landespokals. Im folgenden DFB-Pokal unterlag der GFC dem 1. FC Union Berlin in der 1. Runde mit 0:1. In der Saison 2024/25 schloss man mit dem 6. Platz erneut im oberen Tabellendrittel ab.

## Statistik
| Saison      | Höhe | Liga                 | Platz | Tore   | Punkte | Landespokal                                              | DFB-Pokal                               |
| ----------- | ---- | -------------------- | ----- | ------ | ------ | -------------------------------------------------------- | --------------------------------------- |
| 2015/16     | VI   | Verbandsliga         | 02.   | 078:22 | 63     | Achtelfinale (1:3 gegen MSV Pampow)                      | –                                       |
| 2016/17     | VI   | Verbandsliga         | 02.   | 103:27 | 71     | Viertelfinale (2:3 n. E. gegen Hansa Rostock)            | –                                       |
| 2017/18     | VI   | Verbandsliga         | 01.   | 098:22 | 78     | Viertelfinale (0:4 gegen Hansa Rostock)                  | –                                       |
| 2018/19     | V    | Oberliga Nordost     | 03.   | 067:44 | 59     | Achtelfinale (2:5 gegen MSV Pampow)                      | –                                       |
| 2019/20 (1) | V    | Oberliga Nordost     | 02.   | 037:15 | 42     | Achtelfinale (0:3 gegen SV Pastow)                       | –                                       |
| 2020/21 (1) | V    | Oberliga Nordost     | 03.   | 021:7  | 17     | Achtelfinale (gegen Rostocker FC, nicht ausgetragen) (2) | –                                       |
| 2021/22 (1) | V    | Oberliga Nordost     | 01.   | 061:35 | 68     | Finale (6:7 n. E. gegen TSG Neustrelitz)                 | 1. Runde (2:4 gegen FC Augsburg)        |
| 2022/23     | IV   | Regionalliga Nordost | 14.   | 047:61 | 37     | Halbfinale (1:2 gegen FSV Einheit Ueckermünde)           | –                                       |
| 2023/24     | IV   | Regionalliga Nordost | 02.   | 067:32 | 68     | Sieger (5:0 gegen TSG Neustrelitz)                       | –                                       |
| 2024/25     | IV   | Regionalliga Nordost | 06.   | 053:34 | 55     | Viertelfinale (0:1 gegen Hansa Rostock)                  | 1. Runde (0:1 gegen 1. FC Union Berlin) |
| 2025/26     | IV   | Regionalliga Nordost |       |        |        |                                                          |                                         |

### Erfolge
- Meister Oberliga Nordost: 2021/22
- Meister Verbandsliga Mecklenburg-Vorpommern: 2017/18
- Mecklenburg-Vorpommern-Pokal: 
  - Sieger 2023/24
  - Finalist in der Saison 2021/22

## Kader 2025/26
Stand: 5. August 2025
| Nr.        | Nat.        | Spieler              | Geburtsdatum       | Im Verein seit |
| Torhüter   | Torhüter    | Torhüter             | Torhüter           | Torhüter       |
| ---------- | ----------- | -------------------- | ------------------ | -------------- |
| 01         | Tschechien  | Jakub Jakubov        | 1. Februar 1989    | 2023           |
| 30         | Deutschland | Philipp Flemming     | 12. Dezember 2004  | 2025           |
| 44         | Deutschland | Noah-Joel Hoffmann   | 3. September 2003  | 2024           |
| Abwehr     |             |                      |                    |                |
| 02         | Deutschland | Jason Tomety-Hemazro | 14. April 2001     | 2025           |
| 04         | Deutschland | Edgar Kaizer         | 7. April 2004      | 2025           |
| 05         | Deutschland | Bastian Strietzel    | 19. Juni 1998      | 2024           |
| 06         | Deutschland | Jannis Farr          | 1. Dezember 1999   | 2019           |
| 17         | Deutschland | Steffen Eder         | 1. Mai 1997        | 2025           |
| 26         | Deutschland | Tristan Wagner       | 6. Juli 2005       | 2025           |
| 29         | Deutschland | Mike Eglseder        | 22. November 1992  | 2023           |
| Mittelfeld |             |                      |                    |                |
| 07         | Deutschland | Diren-Mehmet Günay   | 10. Mai 2003       | 2025           |
| 08         | Deutschland | Mcmoordy Hüther      | 26. Juli 1999      | 2025           |
| 10         | Deutschland | Joe-Joe Richardson   | 1. November 2001   | 2025           |
| 11         | Deutschland | Lukas Lämmel         | 8. September 1997  | 2024           |
| 20         | Deutschland | David Vogt           | 4. Dezember 2000   | 2023           |
| 21         | Deutschland | Lucas Vierling       | 2. Januar 1998     | 2025           |
| 25         | Deutschland | Oliver Daedlow       | 29. Juni 2000      | 2023           |
| Angriff    |             |                      |                    |                |
| 09         | Deutschland | Grace Bokake         | 17. Januar 2002    | 2025           |
| 19         | Kosovo      | Fatlind Memaj        | 1. Februar 1999    | 2025           |
| 22         | Deutschland | Rudolf Ndualu        | 22. Juli 1999      | 2024           |
| 33         | Deutschland | Theo Harz            | 18. September 2003 | 2025           |
| 90         | Deutschland | Soufian Benyamina    | 2. März 1990       | 2022           |
| 99         | Deutschland | Osman Atilgan        | 1. August 1999     | 2024           |

Trainerteam
| Name              | Funktion        |
| ----------------- | --------------- |
| Markus Zschiesche | Cheftrainer     |
| Timur Binerbay    | Co-Trainer      |
| Stefan Hafermann  | Torwarttrainer  |
| Daniel Rellmann   | Athletiktrainer |

## Trainer
- Hagen Reeck (1. Juli 2015 – 30. Juni 2017)
- Martin Schröder (April 2021 – Oktober 2021)[5]
- Roland Kroos (1. Juli 2017 – April 2021 und Oktober 2021 – 28. Februar 2023)[6][7][8]
- Roland Vrabec (1. März 2023 – 27. April 2023)
- Lars Fuchs (28. April 2023 – 8. Oktober 2024)
- Markus Zschiesche (11. Oktober 2024 – )[9]

## Bekannte Spieler
- Christian Person, 2015 bis zum Karriereende 2018 beim Greifswalder FC, 22 Einsätze in der 2. Bundesliga für Carl Zeiss Jena
- Velimir Jovanović, zwischen 2017 und 2018 und seit 2020 wieder in Greifswald, Profi in der 2. Bundesliga für Energie Cottbus
- Sven Hartwig, 2016 bis zum Karriereende 2018 beim GFC
- Sascha Schünemann, war in der Saison 2020/21 in Greifswald, ehemaliger Drittligaprofi bei Hansa Rostock
- Tobi Adewole, spielte in der Saison 2023/24 beim GFC
- Wilmer Cabrera Jr., spielte in der Saison 2023/24 beim GFC
- Johannes Manske, spielte von 2024 bis 2025 für den GFC

## Zweite Mannschaft
Die zweite Mannschaft spielt seit der Saison 2022/23 in der Verbandsliga Mecklenburg-Vorpommern. Aufstiege sind grün unterlegt:
| Saison  | Liga               | Platz (von) | Tore  | Punkte |
| ------- | ------------------ | ----------- | ----- | ------ |
| 2015/16 | Landesklasse III   | 01. (14)    | 71:16 | 67     |
| 2016/17 | Landesliga Nord    | 06. (14)    | 57:40 | 42     |
| 2017/18 | Landesliga Ost     | 03. (16)    | 73:38 | 58     |
| 2018/19 | Landesliga Ost     | 07. (16)    | 55:47 | 47     |
| 2019/20 | Landesliga Ost (1) | 04. (16)    | 40:26 | 33     |
| 2020/21 | Landesliga Ost (1) | 02. (11)    | 26:11 | 15     |
| 2021/22 | Landesliga Ost     | 02. (12)    | 54:29 | 44     |
| 2022/23 | Verbandsliga       | 11. (15)    | 49:66 | 31     |
| 2023/24 | Verbandsliga       | 10. (16)    | 49:60 | 33     |
| 2024/25 | Verbandsliga       | 15. (16)    | 35:81 | 23     |

 Aufstieg  Abstieg

## Frauenfußball
Beide Vorgängervereine verfügten über eigene Frauenmannschaften. Die seit 2011 Frauenmannschaft des FC Pommern Greifswald spielte in der fünftklassigen Kreisoberliga, während die seit 2008 Mannschaft des Greifswalder SV in der viertklassigen Verbandsliga spielte. Von 2012 bis 2016 bestand dabei eine Spielgemeinschaft mit dem HFC Greifswald. Bis auf die Saison 2018/19, in der man sich für ein Jahr in die Kreisoberliga zurückzog, spielte die Mannschaft durchgängig in der Verbandsliga. Seit 2016 betreibt der Verein auch eine zweite Mannschaft, die seitdem in der Kreisoberliga spielt. Seit 2025 betreibt der Verein auch eine dritte Mannschaft, die ebenfalls in der Kreisoberliga spielt. Zudem gibt es verschiedene Juniorinnenteams. Heimspielstätte der Mannschaften sind die Kunstrasenplätze am Volksstadion.
| Saison  | Liga             | Platz (von) | Tore  | Punkte |
| ------- | ---------------- | ----------- | ----- | ------ |
| 2015/16 | Verbandsliga     | 6. (7)      | 28:53 | 19     |
| 2016/17 | Verbandsliga     | 3. (8)      | 86:42 | 44     |
| 2017/18 | Verbandsliga (a) | 3. (6)      | 44:41 | 24     |
| 2018/19 | Kreisoberliga VG | 1. (8)      | 82:10 | 36     |
| 2019/20 | Verbandsliga     | 4. (6)      | 17:34 | 06     |
| 2020/21 | Verbandsliga (b) | 5. (6)      | 01:12 | 01     |
| 2021/22 | Verbandsliga     | 3. (6)      | 45:29 | 19     |
| 2022/23 | Verbandsliga     | 4. (6)      | 18:27 | 09     |
| 2023/24 | Verbandsliga     | 7. (9)      | 28:49 | 13     |
| 2024/25 | Verbandsliga     | 4. (9)      | 64:19 | 35     |

 Aufstieg  Abstieg

## Stadion

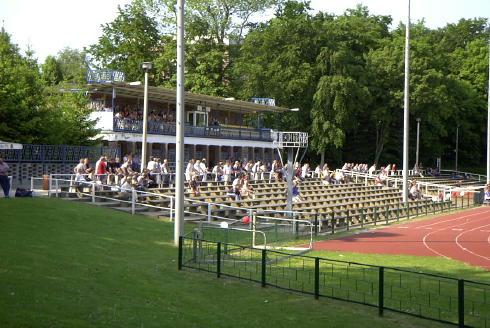
Volksstadion Greifswald (2005)

Der Greifswalder FC trägt seine Heimspiele im Greifswalder Volksstadion aus, das eine Kapazität von 8000 Plätzen besitzt. Im Ligabetrieb dürfen 4990 Zuschauer ins Stadion.
Durch den Aufstieg in die Regionalliga zur Saison 2022/23 wurden Umbauten im Stadion notwendig, um die Anforderungen für die Spielberechtigung zu erfüllen. Die Stadt Greifswald genehmigte die erforderlichen Umbauten und sorgte für eine zeitnahe Umsetzung. Es wurden unter anderem zusätzliche Zaunanlagen errichtet und neue Sitzschalen auf der Haupttribüne montiert. Nach den Umbauten gibt der Verein die Gesamtkapazität mit 4990 Plätzen an.
Ab 2020 verfolgte der Investor Jonas Holtz Pläne, ein neues Stadion für 10.000 Zuschauer am Stadtrand von Greifswald errichten zu lassen, das der Greifswalder FC als Mieter hätte nutzen können. Das JOHO-Sportpark genannte Projekt sollte im Stadtteil Schönwalde (Lage) entstehen. 2025 wurde bekannt, dass der Stadionneubau nicht weiterverfolgt werde.

## E-Sport
Am 28. Februar 2020 wechselte das E-Sport-Team Pantera eSports zum Greifswalder FC. Das Team ist in verschiedenen FIFA-Pro-Club-Ligen aktiv.